# أعلام ليبيا (كتاب)
أعلام ليبيا هو كتاب من تأليف المؤرخ الليبي الطاهر الزاوي، يعد الكتاب مرجعا هاما للتاريخ الليبي، تناول فيه المؤلف سيرة خمسمائة شخصية ليبية من حقبات زمنية مختلفة، وهو أول كتاب تقوم بطباعته دار الفرجاني للنشر والتوزيع في مصر عام 1961، وخرجت طبعته الثانية عام 1971، وأبرز المؤلف أهمية كتابه في مقدمته قائلاً: «ليعلم الناس أن في ليبيا مثل ما في بلاد العالم ممّن يستحقون الذكر وتفتخر بهم الأجيال اللاحقة».

## وصلات خارجية
- ليبيا وطننا: أعلام ليبيا- تأليف : الطاهر أحمد الزاوي